# Edgar Booth
Edgar Booth (* 13. April 1888 in Hamburg; † 1945) war ein deutscher, eingebürgerter brasilianischer Fußballer. 
Geboren wurde Edgar Booth 1888 in Hamburg als Sohn des ehemaligen englischen Marineoffiziers Charles Edward Booth und der deutschen Frau Adelina. Bereits im darauf folgenden Jahr wanderte seine Familie nach Porto Alegre in Brasilien aus, wo sein Vater eine Ziegelbrennerei eröffnete.
Bis 1914 war Edgar Booth ein erfolgreicher Fußballspieler bei Grêmio FBPA. Zur Legende wurde Booth am 18. Juli 1909, als er als Kapitän seine Mannschaft zum Sieg gegen den im April neu gegründeten Ortsrivalen SC Internacional führte. Vor etwa 2.000 Zuschauern schoss Booth nach 10 Minuten das erste Tor und im Spielverlauf weitere vier Tore und verhalf Grêmio damit zu einem 10:0-Kantersieg. Das Gre-Nal (Gremio-Internacional) ist das prestigeträchtigste Derby Brasiliens. Damals gab es noch nicht die heutige Rivalität zwischen den beiden Klubs, aber der Verein und die Gremistas (Grêmio-Fans) erinnern sich auch über hundert Jahre nach dem Spiel mit Stolz an diesen Sieg.